# 星毛葶苈
星毛葶苈（学名：Draba incompta）为十字花科葶苈属下的一个种。

## 扩展阅读
- 維基物種上的相關：星毛葶苈